# ヴァルター・ダール
ヴァルター・ダール（Walther Dahl、1916年3月27日 - 1985年 11月25日）は、第二次世界大戦時のドイツ空軍のエース・パイロットである。エース・パイロットとは空中戦で5機以上の敵機を撃墜した軍人パイロットを呼び表す呼称である。

## 第二次世界大戦
ヴァルター・ダールはバート・ベルクツァーバーン近郊のルークで生まれ、1935年にドイツ陸軍に入隊した。当初はシュトゥットガルトに駐屯する第119歩兵連隊に配属され、その後ドイツ空軍に転籍して戦闘機パイロットとなった。
1941年5月にダールは第3戦闘航空団（JG 3）の航空団本部中隊（Geschwaderstab）に配属され、ロシア侵攻の初日6月22日に最初の戦果を挙げた。7月にJG 3/第II飛行隊へ転属し、10月末までに17機を撃墜した。その後12月にはJG 3/第4飛行中隊へ転属となり、部隊は地中海戦域へ配置換えとなった。1942年4月1日にダールはマルタ上空でスーパーマリン スピットファイアを撃墜し、4月10日にJG 3/補充飛行隊（Ergänzungsgruppe, JG 3）の飛行中隊長に任命された。
1943年4月にダールは戦闘機隊総監の幕僚に異動となり、8月には東部戦線にいたJG 3の航空団副官（Geschwaderadjutant,）に任命された。そこで合計撃墜数を51機とし、1942年12月にはドイツ十字章金章を授与された。
1943年7月20日にダールはJG 3/第III飛行隊の飛行隊長に任命されて東部戦線のクルスクからミュンスターへ配置換えとなり、9月6日に2機の敵4発爆撃機と1944年2月23日には更に2機の4発爆撃機（と1機のロッキード P-38戦闘機）を撃墜した。
ダールの率いるJG 3/第III飛行隊の編隊は1943年8月17日に実施された連合国軍のシュヴァインフルトとレーゲンスブルクに対する爆撃を迎え撃ったが、英第222飛行隊のスピットファイアに阻まれて5機のメッサーシュミットBf109が撃墜され、その中には胴体着陸を強いられたダールのBf 109 G-6も含まれていた。

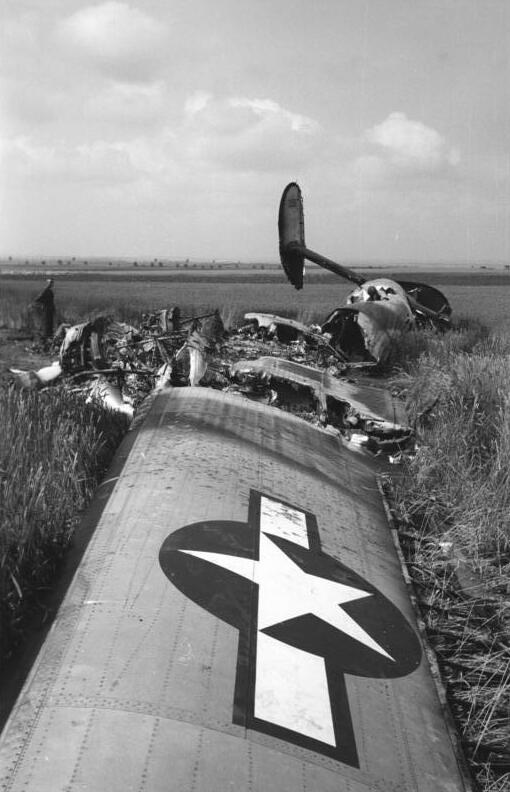
1944年7月7日のオシャースレーベンでの空中戦で撃墜された第492爆撃大隊のB-24 リベレーター

ダール少佐は1944年3月に67機撃墜の功で騎士鉄十字章を授与され、5月に特殊戦闘航空団（JG z.b.V.）の指揮官に任命された。6月6日までこの部隊を率い、その後6月27日に第300戦闘航空団（JG 300）の指揮を任された。JG 300は、重武装/重装甲のフォッケウルフ Fw 190 A-8 "Sturmbock"を装備し、密集編隊で零距離射撃攻撃を仕掛け、全弾を撃ち尽くした後は敵爆撃機に突撃体当たりすることで有名となる。
1944年7月7日にアメリカ陸軍航空軍（USAAF）第8空軍所属の1,129機のB-17 フライングフォートレスとB-24 リベレーターが、ライプツィヒ地域の航空機工場とボーレン、ロイナ-メルゼブルク、リュツケンドルフ（Lützkendorf）の化学合成オイル工場を爆撃するために英国を出撃した。この編隊は、ダール少佐に率いられたJG 300の2コ飛行隊に護衛された第3戦闘航空団（JG 3）/第VI（突撃）飛行隊で編成された「分遣隊」（Gefechtsverband）に迎撃された。砲火を開く前にダールは、第492爆撃大隊のリベレーター機の背後零距離まで攻撃隊を接近させた。同爆撃大隊は一時的に護衛戦闘機を伴っておらず、1分も経たない内に飛行隊全機の12機のB-24が全滅した。ドイツ側はその日にアメリカ陸軍航空軍第2航空師団所属のB-24を28機撃墜したと主張し、少なくとも21機が確認された。突撃飛行隊のJG 3/第IV飛行隊の大半である9機の戦闘機が撃墜され、更に3機が被弾して胴体着陸を強いられ、部隊のパイロット5名が戦死した。

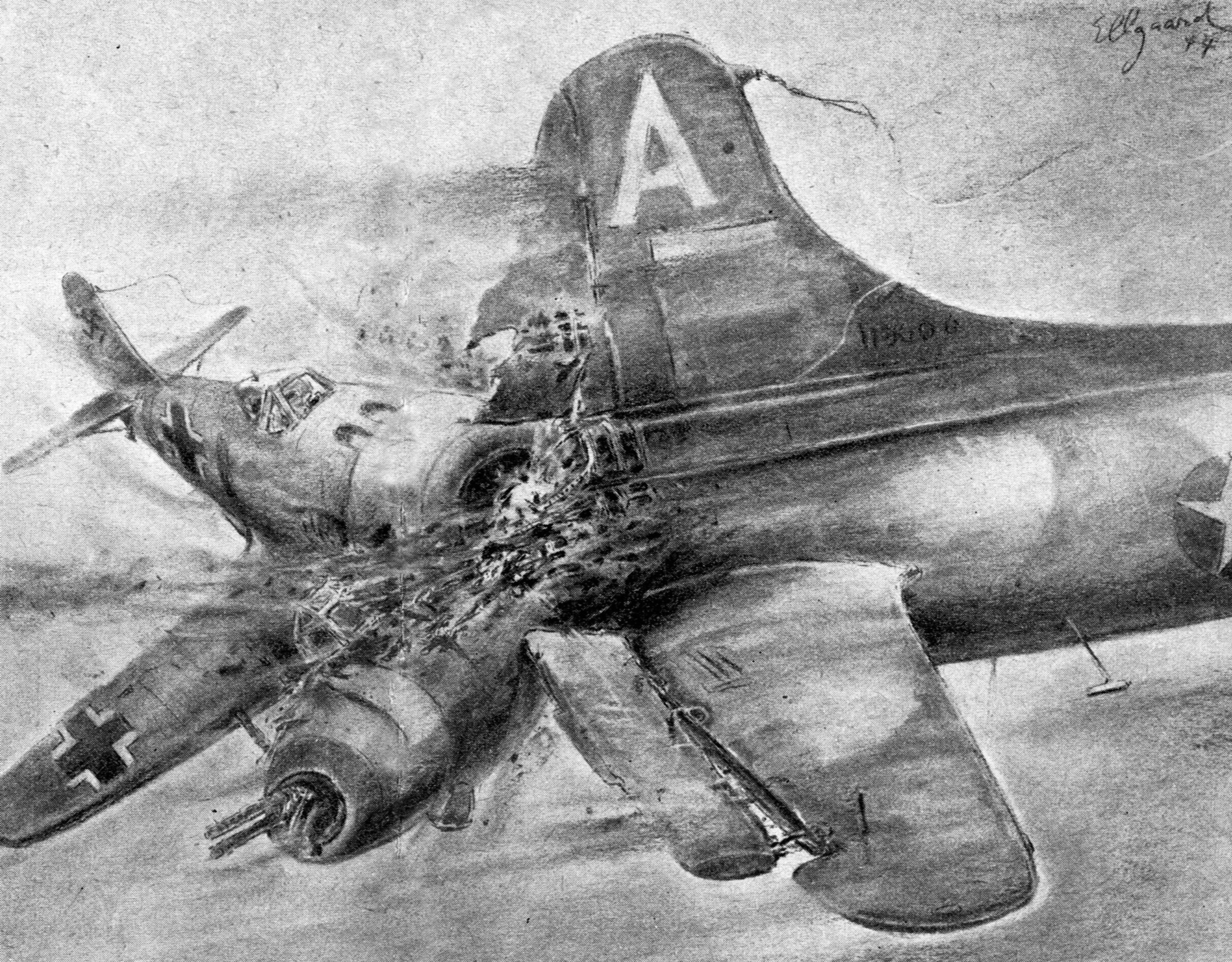
ヘルムート・エルガールトが1944年に描いた「"ramming"」（突撃）

ダール自身の報告によると1944年9月13日にB-17爆撃機を体当たり攻撃で撃墜したらしいが、JG 300の研究家（Lorant/Goyat）は米側には該当する損失の証拠が見つからないとしている。自身と部隊の英雄的行為及び更なる自己申告によりダールは「ラムダール」（Rammdahl：突撃ダール）とあだ名された。11月30日の朝にダールは、ヘルマン・ゲーリング国家元帥が部隊を訪れダールの騎士鉄十字章に柏葉を追加授与することを知らされた。12:20にゲーリングとブルーノ・レールツァー 上級大将が到着し、ダールが公式な報告を行った。直ぐに議題は、ここ数日のような悪天候下では航空団を戦闘での迎撃体勢をとらせることができないとダールが考えているかどうかという質問になった。ダールは良好な天候の場合のみに自分達が20対1という圧倒的に優位な敵に対抗できる機会が持てると説明し、不十分な訓練しか施されていない部隊の未経験な若いパイロットについても言及した。このような議論の最中に敵爆撃機編隊が接近中という報告が入り、ゲーリングはダールに離陸して迎撃するように命じた。ダールは自説を曲げずに命令に服することを拒否し続けた。ゲーリングは激怒し、軍法会議にかけて死刑に処するとダールを脅した。ダールの意見を支持する戦闘機隊総監のアドルフ・ガーランドが到着してようやくこの窮地から救ったが、ダールは即座に指揮官を解任されて病気休暇をとらされた。結局ダールはその日に柏葉を追加授与されることはなかった。
1945年1月26日にゲーリングはダールを昼間戦闘機隊総監（Inspekteur der Tagjäger）に任命したが、昇進したにもかかわらずダールは実戦で飛行し続けた。
ダール大佐は第2予備戦闘航空団/第III飛行隊でメッサーシュミット Me262に搭乗して戦っている時に終戦を迎えた。3月27日には2機のP-47戦闘機を撃墜し、最後の128機目の戦果は4月26日にディリンゲン近郊で撃墜したUSAAFのP-51 ムスタングであった。
ダールは約300回の地上攻撃任務を含む678回の作戦飛行で約128機の戦果を挙げたと申告しているが、JG 300の研究家（Lorant/Goyat）はダールの戦果は100機以下であると認定している。その他の戦果は、ダールが率いて飛んだ部隊による空想的な撃墜数で溢れる『Rammjäger』（突撃戦闘機）と題されたダールの回想録を基にしている可能性が高い。
ヴァルター・ダールは戦争を生き延び、1985年11月25日に齢69でハイデルベルクで死去した。

## 受勲
- 鉄十字章（1939）
  - 2級
  - 1級
- ドイツ十字章金章（1942年12月2日）
- 柏葉付騎士鉄十字章
  - 騎士鉄十字章（1944年3月11日）：第3戦闘航空団/第III飛行隊の飛行隊長の少佐として[7]
  - 柏葉 第724号（1945年2月1日）：第300戦闘航空団の戦闘航空団司令の少佐として[8]
- 国防軍軍報（Wehrmachtbericht）での言及（1944年7月9日）

## 参照
出典
1. ↑  Spick 1996, pp. 3–4.
2. ↑  Caldwell & Muller 2007, p. 216.
3. ↑  Dahl 2000, pp. 46–66
4. ↑  Weal 1996, p. 78.
5. ↑  Dahl 2000, p. 154-165
6. ↑  Spick 1996, p. 230.
7. ↑  Fellgiebel 2000, p. 156.
8. ↑  Fellgiebel 2000, p. 96.

参考文献
- Dahl, Walther (2000). Rammjäger: Bericht über seine Kriegserlebnisse 1943 bis 1945 (in German). Pour le Mérite. ISBN 3-932381-01-7.
- Fellgiebel, Walther-Peer (2000). Die Träger des Ritterkreuzes des Eisernen Kreuzes 1939-1945 (in German). Friedburg, Germany: Podzun-Pallas. ISBN 3-7909-0284-5.
- Hagen, Hans-Peter (1998). Husaren des Himmels Berühmte deutsche Jagdflieger und die Geschichte ihrer Waffe (in German). Rastatt, Germany: Moewig. ISBN 3-8118-1456-7.
- Murawski, Erich (1962). Der deutsche Wehrmachtbericht 1939 - 1945, vom 1.7.1944 bis zum 9.5.1945 (in German). Schriften des Bundesarchivs 9, Boppoard am Rhein: Harald Boldt Verlag.
- Obermaier, Ernst (1989). Die Ritterkreuzträger der Luftwaffe Jagdflieger 1939 - 1945 (in German). Mainz, Germany: Verlag Dieter Hoffmann. ISBN 3-87341-065-6.
- Patzwall, Klaus D. and Scherzer, Veit (2001). Das Deutsche Kreuz 1941 - 1945 Geschichte und Inhaber Band II. Norderstedt, Germany: Verlag Klaus D. Patzwall. ISBN 3-931533-45-X.
- Scherzer, Veit (2007). Die Ritterkreuzträger 1939–1945 Die Inhaber des Ritterkreuzes des Eisernen Kreuzes 1939 von Heer, Luftwaffe, Kriegsmarine, Waffen-SS, Volkssturm sowie mit Deutschland verbündeter Streitkräfte nach den Unterlagen des Bundesarchives (in German). Jena, Germany: Scherzers Miltaer-Verlag. ISBN 978-3-938845-17-2.
- Spick, Mike (1996). Luftwaffe Fighter Aces. Ivy Books. ISBN 0-8041-1696-2.
- Weal, John (1996). Focke-Wulf Fw 190 Aces of the Western Front. Osprey Publishing. ISBN 1-85532-595-0.
- Helden der Wehrmacht - Unsterbliche deutsche Soldaten (in German). München, Germany: FZ-Verlag GmbH, 2004. ISBN 3-924309-53-1.

- Lorant, Goyat (2005-7). Jagdgeschwader 300 . Eagle Editions.